# Jerry Andrus
Jerry Andrus (28 de enero de 1918 – 26 de agosto de 2007) fue un ilusionista estadounidense reconocido a nivel mundial por sus innovadores trucos de prestidigitación, magia de cerca, cartomancia y por sus originales creaciones, entre las que destacan los objetos de apariencia imposible y las ilusiones ópticas.

## Biografía
Nació el 28 de enero de 1918 en Sheridan, Wyoming.  Con diez años de edad, se trasladó, junto a su familia a Albany, Oregón donde vivió hasta su fallecimiento, el 26 de agosto de 2007 a los 89 años de edad. Comenzó a interesarse por el arte del ilusionismo tras ver el espectáculo de un ex-médium. A los dieciséis años se unió a la [Society of Young Magicians] y al llegar a los cuarenta, ya era conocido como el "Mago de los magos". Jerry Andrus fue también un defensor del pensamiento escéptico científico. Pensamiento que empezó a albergar desde niño tal y como cuenta Ray Hyman, profesor de psicología en la Universidad de Oregón y gran amigo de Jerry Andrus. Según Hyman, Jerry comenzó a gestar su escepticismo a los doce años, reflexionando sobre un hecho acontecido en el colegio. Su equipo de baloncesto había perdido un partido contra otro colegio y tanto él como sus compañeros culpaban al árbitro de la derrota. Pero en un momento dado, el joven Jerry cayó en la cuenta de que el equipo contrario estaría pensando que habían ganado por haber jugado mejor, por ser superiores. Aquella reflexión fue como una revelación para Jerry, que a partir de entonces, comenzó a cuestionar todas las creencias que había dado por ciertas hasta el momento.

## Magia
Fue un mago autodidacta que prefirió crear su propio estilo a aprender las técnicas que otros magos pudieran transmitirle como se hacía tradicionalmente. Con el tiempo, llegó a convertirse en uno de los mejores y más influyentes ilusionistas de “close-up” o magia de cerca de todos los tiempos. Muy conocido entre magos de talla mundial como Lance Burton, Doug Henning y Penn & Teller por su exclusivo estilo practicando ese tipo de magia.
Famoso también entre cartomagos por su "Master Move",  un pase clásico sin falso movimiento.
En 1954 creó sus famosos "Linking Pins", un truco de magia que siguen practicando muchos magos en la actualidad, en el cual unos imperdibles cerrados se unen entre sí hasta formar una cadena.
Jerry Andrus fue uno de los primeros miembros de The Magic Castle en Hollywood, California, donde actuó dos veces al año hasta poco antes de morir. "Con más de 5000 miembros en el Magic Castle... el número de socio de este caballero es el 306, lleva actuando aquí desde que abrimos las puertas".

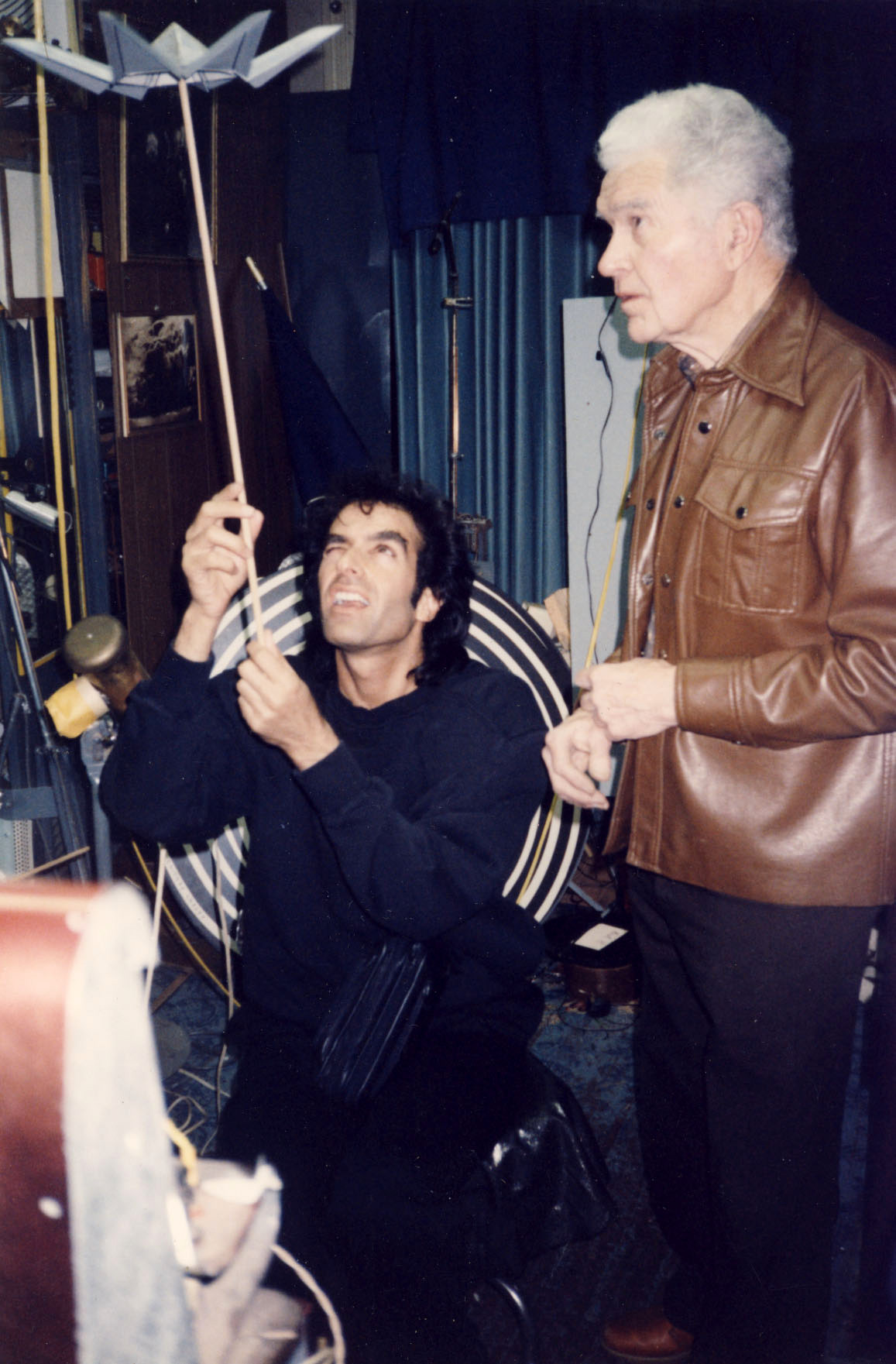
David Copperfield visita a Andrus en su casa, el "Castillo del caos"

## Ilusiones ópticas
Ray Hyman, profesor emérito de la Universidad de Oregón, se atribuye el mérito de despertar en Jerry Andrus su interés por las ilusiones ópticas. Hyman le mostró la ilusión de Mach-Eden y aunque en un principio, Jerry no pareció interesado, poco tiempo después volvió para mostrarle cómo podía mejorarse dicha ilusión y lo hizo creando una nueva, una casita de cartulina cuyos laterales parecen oscilar así como abrirse y cerrarse, cuando en realidad se trata de un rectángulo de cartulina con dos simples dobleces y es nuestra percepción la que nos induce a ver movimientos que realmente no existen.

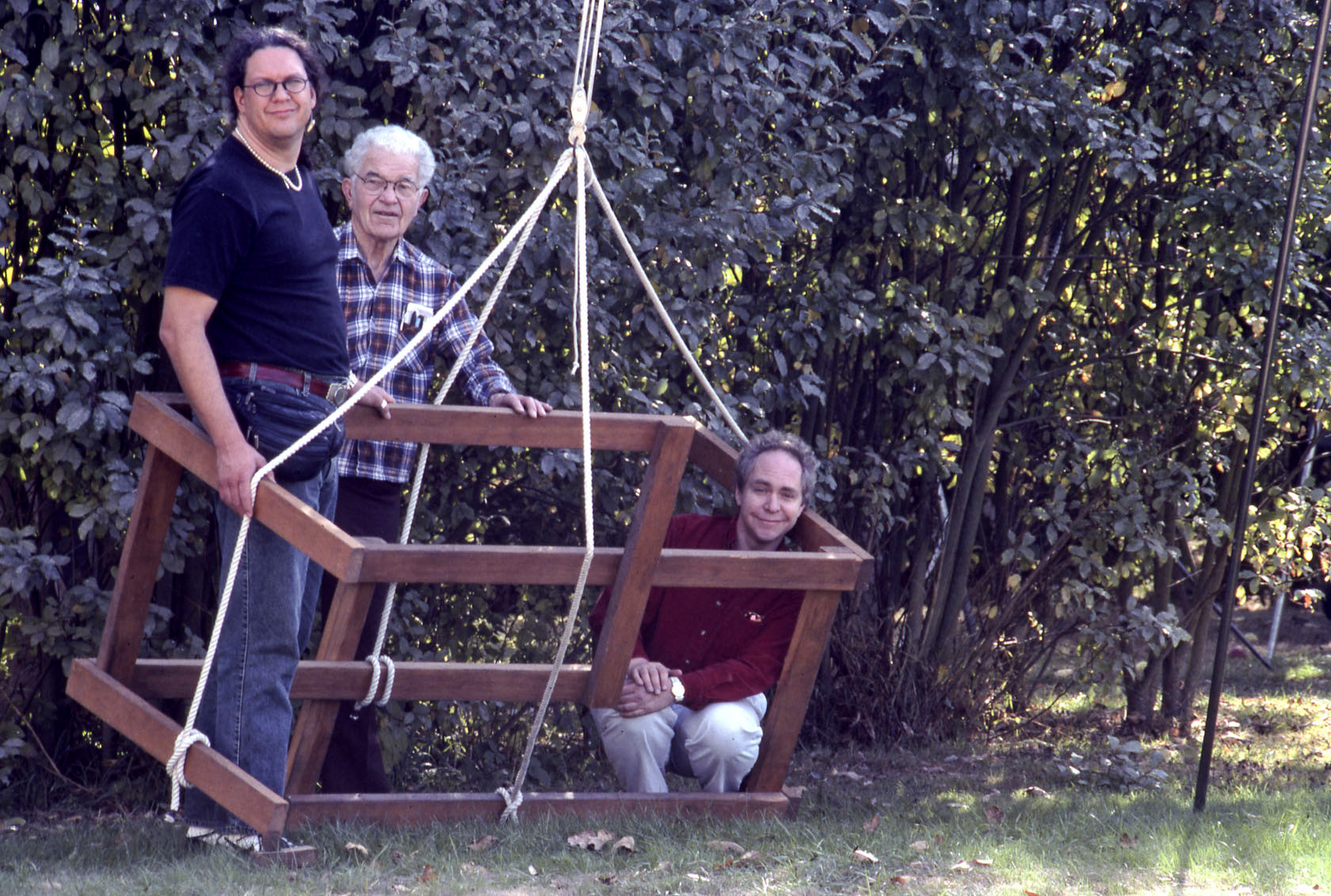
Penn & Teller visitan el "Castillo del caos"

Invitado por Ray Hyman, Jerry Andrus mostró muchas de sus ilusiones ópticas en el Skeptic's Toolbox, un curso taller que tiene lugar todos los años en agosto en el campus de la Universidad de Oregón. Dos de sus más conocidas ilusiones ópticas, la “Caja imposible” y "Oregon vortex plank" se explican en este artículo de la revista Skeptical Inquirer.

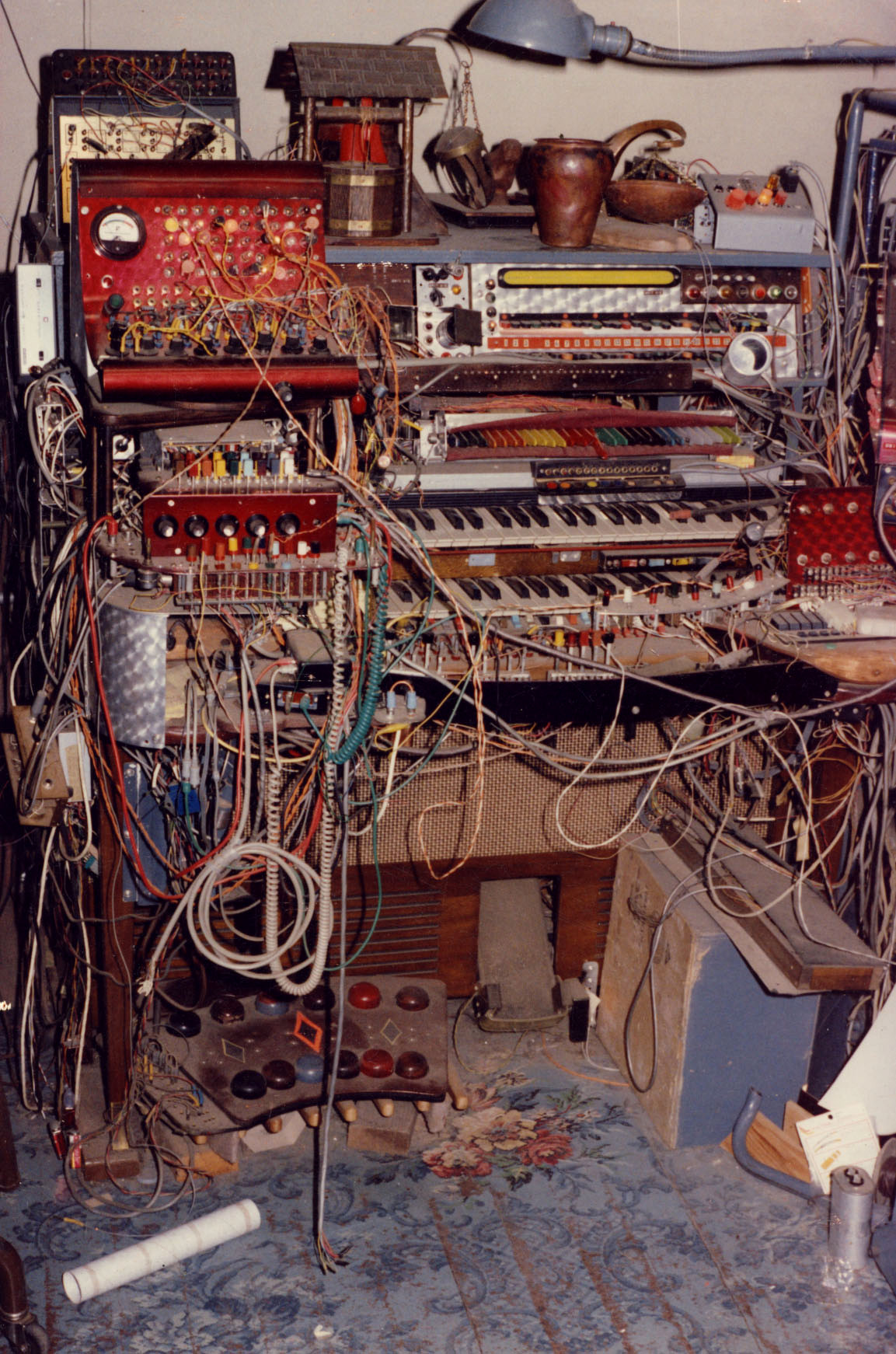
El órgano de Andrus

Hablando en el Skeptic's Toolbox sobre la importancia de comprender las ilusiones ópticas, Jerry Andrus dijo, "El objetivo de enseñar ilusiones ópticas no es simplemente para mostrar cómo podemos ser engañados... sino para darnos cuenta de que la mente humana, en realidad, trabaja correctamente... si miramos a un coche aparcado en la calle, damos por hecho que la parte del coche que no podemos ver está también ahí; nuestro cerebro tiene que hacer eso para que podamos tener consciencia del mundo que nos rodea".
Hasta poco antes de morir, Andrus continuó creando ilusiones. Normalmente utilizaba objetos comunes de bricolaje como muelles, cuerda, alambre, madera y rodamientos.
En Internet pueden verse muchas de sus ilusiones, como la "ilusión del dragón", las "tuercas", la "paradox box" o la "distorsión espacio tri-zonal", entre otras.

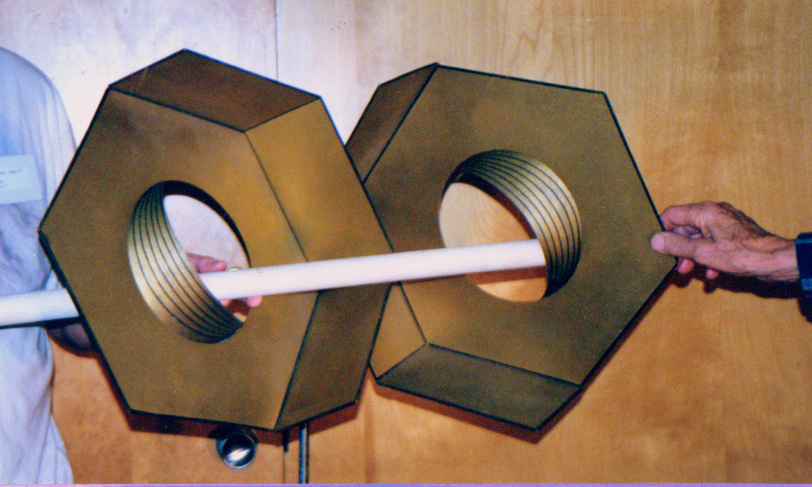
Ilusión de las tuercas, inventada por Jerry Andrus - Skeptic Toolbox, 2001

## Escepticismo
Defensor del escepticismo científico y  agnóstico confeso, Jerry Andrus ofrecía, a menudo, conferencias en congresos de ciencia y escepticismo, en los que usaba sus ilusiones ópticas y trucos de magia para demostrar la facilidad con la que el ojo puede engañar a la mente. Planteaba una modalidad de ciencia cognitiva que trataba de explicar el hecho de que la mente, al trabajar a un nivel inconsciente, podía ser llevada a malinterpretar  percepciones sensoriales. "Mucha gente cree en lo paranormal... cuando se trata, aparentemente, de evidencias objetivas, yo creo que no hay nada".
Jerry Andrus y Ray Hyman aparecieron en un programa de televisión de Canadá en 1975, donde explicaron y repitieron los supuestos trucos "paranormales" que Uri Geller había realizado en ese mismo programa la semana anterior. Cuando el presentador del mismo, Dick Klinger,  preguntó: "¿Uri Geller tiene poderes sobrenaturales?" Jerry Andrus respondió con un simple: "No".

## Castillo del caos
Jerry Andrus se refería a su casa, situada en  Albany, Oregón, como el “castillo del caos”. Lo llamaba así por la gran cantidad de objetos que había coleccionado durante años con la esperanza de utilizarlos algún día para crear con ellos “algo espectacular”.
En el “castillo del caos” es donde Jerry Andrus inventaba y creaba sus ilusiones. Con frecuencia, organizaba eventos y visitas para magos y aficionados. La revista de divulgación científica, Omni, en su formato televisivo, Omni: The new frontier, presentado por Peter Ustinov emitió un programa sobre Jerry Andrus en el que visitaban al mago en su casa. Allí pudo verse a Andrus tocando un órgano de invención propia; un complejo aparato diseñado de tal manera que al accionar las teclas, encendía luces dentro y fuera de la casa.
En octubre de 2011, la casa de Jerry Andrus, el “castillo del caos” pasó a formar parte del Registro Nacional de Lugares Históricos de Estados Unidos.

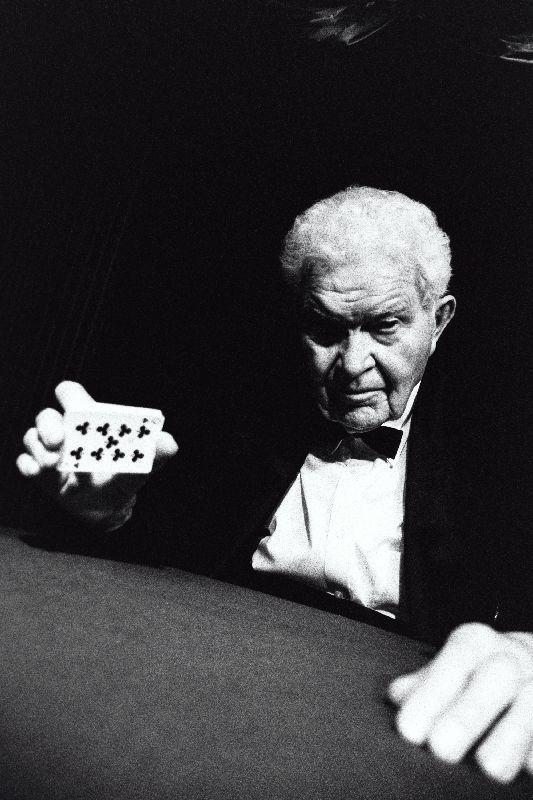
Jerry Andrus actuando en The Magic Castle en Hollywood, California

## Menciones a Jerry Andrus
A la pregunta de cuándo conoció a Jerry Andrus, el también mago James Randi respondió, “Es difícil de decir, Jerry era uno de esos tipos que parece que conoces desde siempre… Le conocí en Nueva York, en compañía de Martin Gardner. Jerry era el hombre más honesto que he conocido... jamás mentía. Era un genio, un buen hombre, y sí, le echo de menos todos los días”.
Sobre la contribución de Jerry Andrus, el fundador de la Skeptics Society, Michael Shermer dijo: “lo sencillo que resulta engañarnos… cómo funciona la mente… la psicología y el engaño de las ilusiones, lo cual es importante".
Martin Gardner, “Nunca he visto tantas veces a un mago que consiguiera impactarme tanto. Jerry Andrus es único. Sus métodos son diferentes a los del resto de magos… sus trucos, hay que verlos para no creerlos”.

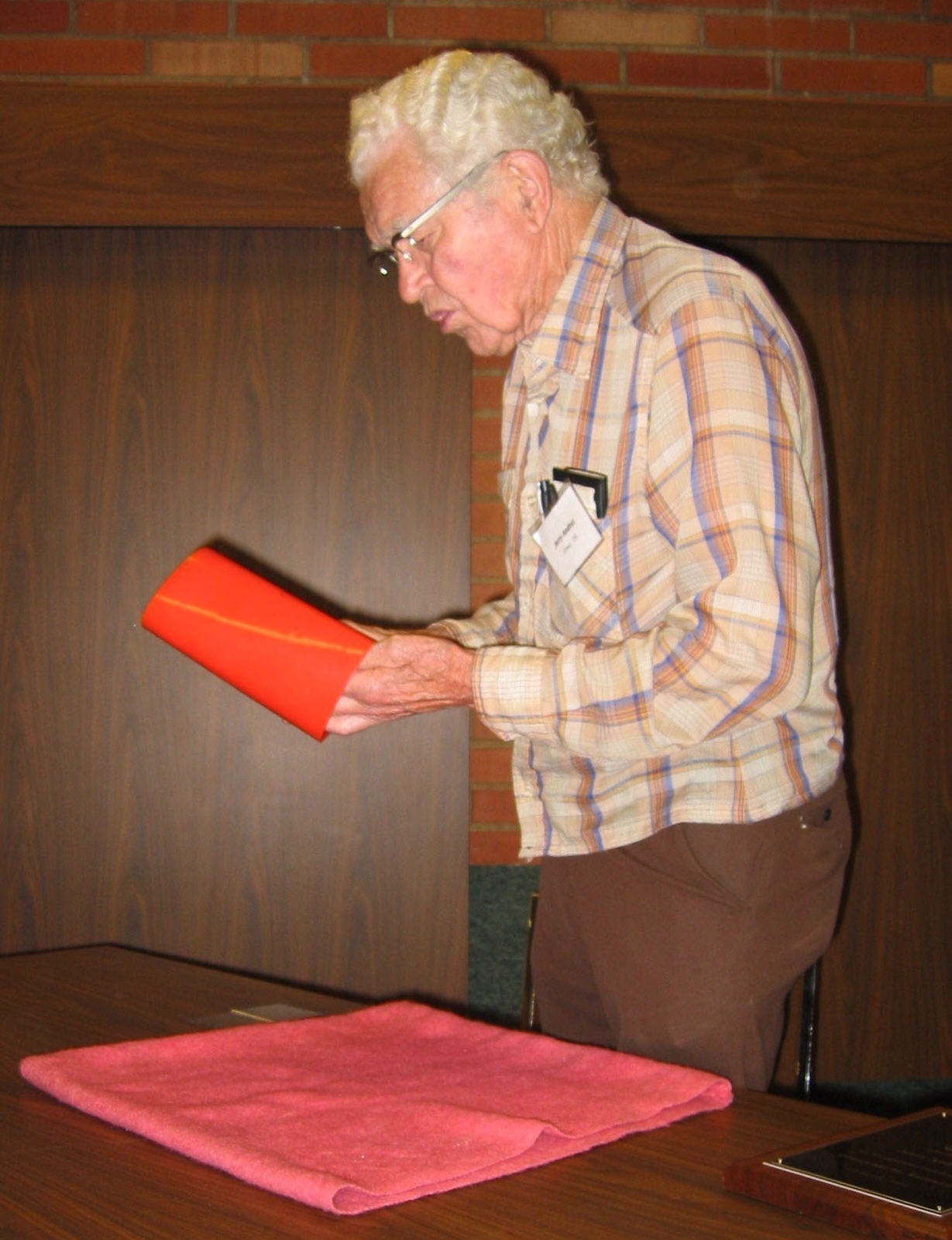
Actuación de Jerry Andrus. Skeptic Toolbox, 2004

## Citas
"Puedo engañarte porque eres humano" dijo Andrus.  "Posees una extraordinaria mente que no funciona de forma diferente a la mía. Normalmente, cuando nos lleva al engaño, la mente no ha cometido un error. Ha llegado a la conclusión equivocada pero por la razón correcta".
"Cada uno de nosotros posee un cerebro único que posiblemente podría ser lo más asombroso del universo. ¿Qué hacemos con él? La mayoría dejamos que repose ahí y se pudra".
"Como no creo que exista nada paranormal, es por eso que me interesan tanto las ilusiones ópticas en tres dimensiones... Soy agnóstico. Cuando muera, estaré muerto y habré desaparecido… y creo que esta es la única vida que tenemos. Espero que tras mi muerte algunos de mis escritos y otras cosas ayuden a la gente a tener una mejor perspectiva de la vida".
"Sacamos conclusiones basadas en nuestras experiencias y en nuestra forma de ver las cosas".

## Libros y apuntes

### Libros en español
- De la mano de Jerry Andrus" (Andrus Deals You in) (1956)
- Magia con imperdibles

### Libros en inglés
- Andrus Deals You in (1956)
- Sleightly Miraculous (1961)
- Special Magic (lecture notes for 1974 Japan Tour) (1974)
- More Sleightly Slanted (lecture notes) (1977)
- Andrus Card Control (with Ray Hyman) (2000)
- Kurious Kards and $5 Trix (2001)
- Safety Pin-Trix

## Documentales
- A Thing of Wonder: The Mind & Matter of Jerry Andrus (2002)[35]
- Andrus: The Man, The Mind and the Magic (2008)[1]

## Actuaciones de Jerry Andrus
- Actuación televisiva (en español)
- Table Act - 1960
- Zone Zero Illusion
- Jerry Andrus in Atlanta 1993 with illusions
- Close-up act at Magic Castle - 1998